# Jabour
O Jabour é um bairro que se situa na Zona Oeste da cidade do Rio de Janeiro, mais precisamente na subprefeitura do Grande Bangu. O Bairro possui características de um bairro de classe média alta, classe média e classe média baixa, com casas de 3 e 4 quartos e apartamentos de até 3 quartos, com áreas de lazer e garagem, junto do comércio local.

## Nome
O nome do Bairro é uma homenagem à seu idealizador e fundador, Abrahão Jabour, imigrante nascido no Líbano em 1884. Seu pai, Elias Jabour, mudou-se para o Brasil com a família em 1893. A família instalou-se em Providência, no estado de Minas Gerais, sendo na época uma pequena cidade que contava com uma população formada por quase 80 % de libaneses. Sendo um autodidata, aprendeu a trabalhar por si mesmo. Obteve grande sucesso financeiro com o cultivo e exportação de arroz e café, e mudou-se para o Rio de Janeiro. Na cidade, fundou a Jabour Exportadora, que chegou a ser a maior exportadora de café do mundo. Dedicou-se ao longo da vida a inúmeros empreendimentos industriais, imobiliários e financeiros, além de interessar-se também por atos de filantropia. Abrahão Jabour recebeu o Diploma de Carioca Honorário no ano de 1974, oferecido pela direção do jornal O Globo. A modelo e apresentadora brasileira Ellen Jabour é sobrinha bisneta de Abrahão Jabour.

## Geografia
O Jabour tem atualmente uma população de mais de 5 200 habitantes, com uma infraestrutura de serviços oferecidos aos moradores da comunidade, tais como: Posto dos Correios, restaurantes, supermercados, feira livre, clínica médica, Centro de Atenção Psicossocial (CAPS), Padarias, Farmácia, Posto de Gasolina.
O bairro possui 3 linhas de ônibus próprias para o atendimento aos moradores: Jabour-Cascadura; Jabour-Merck (Taquara); e Jabour-Candelária. Além disso a localidade é atendida por inúmeras outras linhas de ônibus que transitam ao longo da Avenida Santa Cruz, nome atual pelo qual é conhecido o importante trecho do antigo Caminho Imperial, e que atravessa o bairro.

## História
Em meados dos anos 1960, o empresário começava a construção do Bairro Jabour em um terreno de 200 000 m2 que havia pertencido à Companhia Federal de Fundição. O Objetivo de Abrahão Jabour era o de criar um bairro modelo para pessoas de classe média. O bairro atraiu a atenção sobretudo de profissionais liberais, funcionários públicos e militares. O arquiteto Jorge Mauad concebeu um projeto de casas, apartamentos e lojas projetadas harmonicamente entre ruas bem calçadas e arborizadas, praças, igreja, e escolas. Para homenagear seu país de nascimento, diversas ruas do bairro ganharam nomes de cidades libanesas: Baalbeck, Beirute, Biblos, Saida e Trípoli. Abrahão Jabour vendeu as unidades prontas em 136 prestações, sem correção monetária, sem reajustes, e sem parcelas intermediárias, pagas em um escritório localizado nas proximidades da Candelária, centro da cidade do Rio de Janeiro. Seu projeto original era de prolongar o bairro até a linha férrea do ramal da Central do Brasil, e ali criar uma estação ferroviária do Bairro Jabour, porém perdeu a área para a Companhia Estadual de Habitação do Rio de Janeiro - CEHAB, uma empresa estatal do governo do estado do Rio de Janeiro que tem por objetivo a construção de casas populares para famílias de baixa renda. Na área foi então edificada uma comunidade conhecida como Selva de Pedra.
Após décadas de tranquilidade e atmosfera bucólica, o bairro passou a experimentar uma crescente onda de violência e insegurança, sobretudo a partir de meados da década de 1990, em virtude da favelização e da escalada da violência nos bairros e comunidades vizinhas. O fato de viver permanentemente sob grande tensão fez com que muitas famílias deixassem a localidade em busca de maior segurança em outros bairros.
Em 2019, foi oficializado como bairro, sendo desmembrado oficialmente de Senador Camará, pela Lei Municipal 6 643/2019, sendo de fato um enclave dentro de Senador Camará.

## Lista de Moradores Famosos

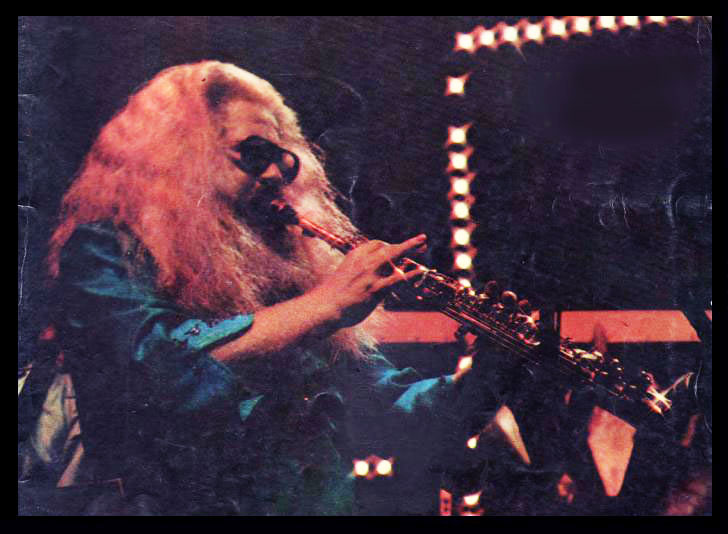
Hermeto Paschoal, célebre ex-morador do bairro

O Bairro já foi local de residência de algumas personalidades famosas:
- Hermeto Pascoal -  Compositor, arranjador e multi-instrumentista brasileiro de grande renome internacional. O documentário "Hermeto Campeão", realizado em 1981 pelo cineasta húngaro-brasileiro Thomas Farkas, foi filmado na residência do músico no bairro Jabour, além de apresentar imagens das ruas, moradores, e prédios do bairro;[8]
- Flávio Augusto da Silva - Empresário e fundador da Wise Up, Ometz Group, Geração de Valor, Meu Sucesso.com, T-BDH Capital e proprietário do Orlando City Soccer Club;[9]
- Robertson Frizero - escritor, dramaturgo e tradutor premiado nacionalmente, também conhecido por sua atuação como professor de Criação Literária. Foi jurado do Prêmio Jabuti, maior premiação literária do país, por três anos consecutivos.